# Полукаров Олександр Васильович
Олександр Васильович Полукаров (нар. 27 листопада 1959, Луганськ, УРСР) — радянський та російський футболіст, захисник та півзахисник, російський футбольний тренер. Майстер спорту СРСР (1980).

## Життєпис
Вихованець луганської «Зорі». Перший тренер — Б.В. Фомічов.
У 1977-1979 грав за «Зорю» в чемпіонаті СРСР. У 1980 перейшов у московське «Торпедо», в якому провів 12 років, з 1986 року був капітаном. Провів у вищій лізі за команду 319 матчів, забив 21 м'яч.
У 1985 році закінчив Московський обласний державний інститут фізичної культури і спорту. 
У 1991 році разом з воротарем московського «Динамо» Олександром Уваровим прийняв запрошення ізраїльського клубу «Маккабі» (Тель-Авів), який з 1990 року очолював Аврам Грант. Дебют у новій команді видався невдалим — команда програла «Бейтару» з Тель-Авіва з рахунком 2:3, а сам Полукаров в кінцівці гри був вилучений. Пропустивши 2 матчі чемпіонату, міцно зайняв місце в основному складі. За підсумками першого сезону став чемпіоном Ізраїлю, причому це звання було завойовано за 4 тури до кінця чемпіонату. У фіналі Кубка Ізраїлю «Маккабі» поступився в додатковий час «Хапоелю» (Петах-Тіква) 1:3.
У наступні два сезони за «Маккабі» двічі був срібним призером, а в 1994 році став володарем Кубка Ізраїлю.
Сезон 1994/95 років провів у клубі вищої ліги Ізраїлю «Маккабі» (Герцлія), відігравши за сезон 20 матчів. З 1995 року (з перервою) грав за клуб «Маккабі Іроні» (Ашдод). Останній сезон в Ізраїлі (1997/98) провів за клуб 1-ї ліги «Бней Сахнін».
За всю ігрову кар'єру провів 23 матчі в єврокубках (Ліга чемпіонів — 4, Кубок кубків — 11, Кубок УЄФА — 8). Двічі входив до списку 33 найкращих футболістів сезону в СРСР — № 2 (1991), № 3 (1990).
Викликався до молодіжної збірної СРСР, віцечемпіон чемпіонату світу серед юніорів (1979). Запрошувався до збірної СРСР в 1988 році, проте виступів у збірній завадила недавно отримана травма коліна.
У 1998 році повернувся в Росію і прийняв запрошення клубу другої ліги «Торпедо-ЗІЛ». За команду дебютував 11 серпня 1998 року в домашній грі проти «Спартака-2» (Москва), Олександр допоміг їй здобути перемогу з рахунком 1:0. До кінця року в черговий раз отримав травму коліна, що в підсумку змусило його завершити кар'єру й перейти на тренерську роботу в рідному клубі.
Випускник Вищої школи тренерів (2000).
З 2001 по 2010 роки працював тренером у клубі «Москва». 26 серпня 2007 року у зв'язку з дискваліфікацією головного тренера «Москви» Леоніда Слуцького і його помічника Сергія Шустикова керував командою в матчі чемпіонату Росії. 22 лютого 2010 року після зняття клубу з чемпіонату Росії був призначений відповідальним за підготовку футболістів, які не встигли працевлаштуватися в інші клуби. Потім тривалий час був безробітним, проводив час на дачі в Тульській області.
Взимку 2010/2011 брав участь у ветеранському турнірі «Незгасима зірки». В ході турніру часто зустрічався й спілкувався з Олександром Тукмановим, який його запросив на посаду керівника футбольної школи «Торпедо».
З 2011 року очолює відділення «Торпедо» дитячо-юнацької футбольної школи «Юність Москви», що працює під егідою Москомспорта. Відділення базується на стадіоні ім. Е.А. Стрельцова.

## Досягнення
- Прем'єр-ліга (Ізраїль)
  -  Чемпіон (1): 1991/92
  -  Срібний призер (2): 1992/93, 1993/94

- Кубок Ізраїлю
  -  Володар (1): 1994
  -  Фіналіст (2): 1992, 1993

- Вища ліга чемпіонату СРСР
  -  Бронзовий призер (2): 1988, 1991

- Кубок СРСР
  -  Володар (1): 1986
  -  Фіналіст (4): 1982, 1988, 1989, 1991

- Чемпіонат світу з футболу серед юніорів
  -  Срібний призер (1): 1979